# Movimento Brasileiro de Alfabetização
O Movimento Brasileiro de Alfabetização (MOBRAL) foi um órgão do governo brasileiro, instituído pelo decreto nº 62.455, de 22 de Março de 1968, conforme autorizado pela Lei n° 5.379, de 15 de dezembro de 1967 durante o Governo Costa e Silva.

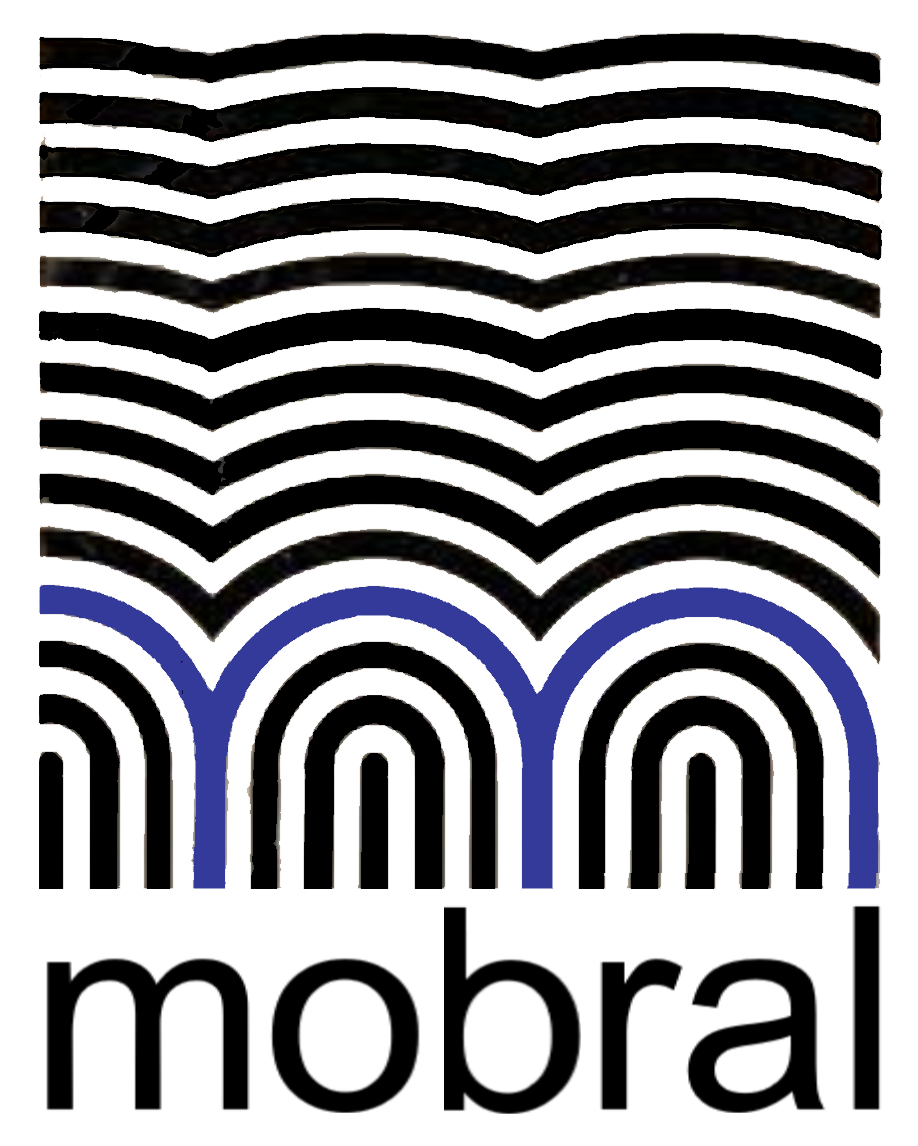
Logo do Mobral.

A criação do MOBRAL, durante a ditadura militar, que teve início em 1964, ocorreu em substituição ao método de alfabetização de adultos preconizado pelo educador Paulo Freire. De todo modo, o método de alfabetização usado pelo MOBRAL era fortemente influenciado pelo Método Paulo Freire, utilizando-se por exemplo do conceito de  "palavra geradora". A diferença é que o Método Paulo Freire utilizava palavras tiradas do cotidiano dos alunos, enquanto, no MOBRAL, as palavras eram definidas a partir de estudo das necessidades humanas básicas por uma equipe técnica definida pelas normas-padrão da língua culta.
Vinculado ao Ministério da Educação e Cultura, era o órgão executor do  Plano de Alfabetização Funcional e Educação Continuada de Adolescentes e Adultos, cujo principal objetivo era o de promover a alfabetização funcional e educação continuada para os analfabetos de 15 anos ou mais, por meio de cursos especiais, com duração prevista de nove meses.

Embora formalmente criado em 1968, o MOBRAL só foi efetivamente implementado a partir de 1971, durante o Governo Emílio Médici, cujo ministro da Educação era Jarbas Passarinho.

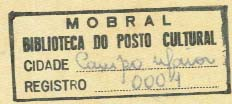
Carimbo de uma biblioteca de posto do MOBRAL.

Durante mais de uma década, jovens e adultos frequentaram as aulas do MOBRAL. A recessão econômica iniciada nos anos 80 inviabilizou a continuidade do programa. A partir de 1985, com o fim do regime militar, a Fundação Movimento Brasileiro de Alfabetização (MOBRAL) passou a se chamar Fundação Nacional para Educação de Jovens e Adultos - EDUCAR. Em 1990, a Fundação EDUCAR também foi extinta.

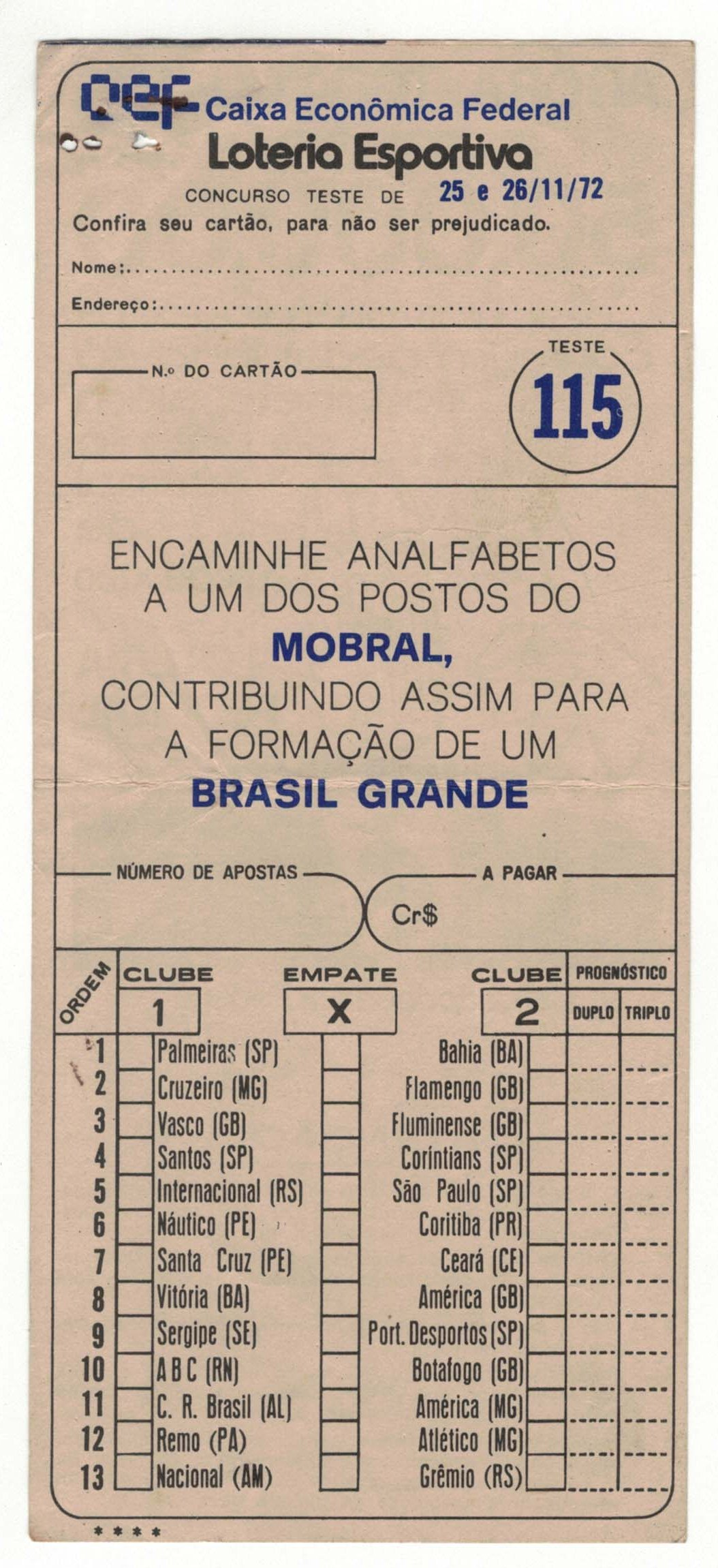
Um bilhete da Loteria Esportiva, de 1972, com mensagens sobre o MOBRAL.

## Estrutura administrativa e organizacional
A estrutura do MOBRAL seguia o modelo característico das repartições públicas brasileiras, com uma estrutura administrativa descentralizada e subdividida em quatro níveis:
- a secretaria executiva (SEXEC)
- as coordenações regionais (COREG)
- as coordenações estaduais (COEST)
- as comissões municipais (COMUN)

A estrutura organizacional dividia-se em gerências pedagógicas (GEPED):
- gerência de mobilização comunitária (GEMOB)
- gerência financeira (GERAF)
- gerência das atividades de apoio (GERAP)
- gerência em assessoria de organização e métodos (ASSOM)
- gerência em assessoria de supervisão e planejamento (ASSUP)

Essa estrutura sofreu três alterações no período compreendido entre 1970 e 1978. A manutenção desta estrutura tinha um custo muito alto. No ano de 1977 a sua receita foi de Cr$ 853.320.142,00 para atender a 342.877 pessoas, o que revela um custo per capita de Cr$ 2.488,00. Para financiar esta superestrutura o MOBRAL contava com recursos da União, do Fundo Nacional de Desenvolvimento da Educação, 2% do Imposto de Renda e ainda um percentual da Loteria Esportiva.
| Evolução do Índice de Analfabetismo no Brasil (1940-1977) | Evolução do Índice de Analfabetismo no Brasil (1940-1977) |
| Ano                                                       | Índice                                                    |
| --------------------------------------------------------- | --------------------------------------------------------- |
| 1940                                                      | 56,1%                                                     |
| 1950                                                      | 50,5%                                                     |
| 1960                                                      | 39,6%                                                     |
| 1970                                                      | 33,6%                                                     |
| 1980                                                      | 25,5%                                                     |
| 1990                                                      | 20,1%                                                     |
| 2000                                                      | 13,6%                                                     |

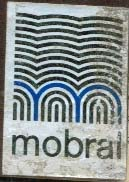
Selo do MOBRAL em um dos volumes do Dicionário Ilustrado da Língua Portuguesa da Academia Brasileira de Letras, organizado por Antenor Nascentes, em 1972

Em 1975, o corpo técnico do MOBRAL foi submetido a uma Comissão Parlamentar de Inquérito (CPI), instaurada pelo Senado Federal, baseada nos discursos dos Senadores João Calmon, Luiz Viana, Jarbas Passarinho e Eurico Rezende, em virtude da denúncia de atendimento a crianças de nove a quatorze anos, o que na época foi chamado de MOBRALZINHO.
| Formação acadêmica dos técnicos que compunham a direção do MOBRAL | Formação acadêmica dos técnicos que compunham a direção do MOBRAL |
| ----------------------------------------------------------------- | ----------------------------------------------------------------- |
| Pedagogia                                                         | 12                                                                |
| Economia                                                          | 6                                                                 |
| Ciências Políticas e Sociais                                      | 5                                                                 |
| Formação Militar                                                  | 5                                                                 |
| Engenharia                                                        | 4                                                                 |
| Direito                                                           | 4                                                                 |
| Serviço Social                                                    | 3                                                                 |
| Sociologia                                                        | 3                                                                 |
| Letras                                                            | 3                                                                 |
| Linguística                                                       | 2                                                                 |
| Biblioteconomia                                                   | 2                                                                 |
| Administração                                                     | 2                                                                 |
| Ciências Contábeis                                                | 2                                                                 |
| Matemática e Física                                               | 2                                                                 |
| Geografia                                                         | 1                                                                 |
| Comunicação                                                       | 1                                                                 |
| História                                                          | 1                                                                 |
| Educação Física                                                   | 1                                                                 |
| Nutrição                                                          | 1                                                                 |
| Planejamento                                                      | 1                                                                 |

## Metodologia de ensino
A metodologia utilizada pelo Programa de Alfabetização Funcional baseava-se em seis objetivos:
1. Desenvolver nos alunos as habilidades de leitura, escrita e contagem;
2. desenvolver um vocabulário que permita o enriquecimento de seus alunos;
3. desenvolver o raciocínio, visando facilitar a resolução de seus problemas e os de sua comunidade;
4. formar hábitos e atitudes positivas em relação ao trabalho;
5. desenvolver a criatividade, a fim de melhorar as condições de vida, aproveitando os recursos disponíveis; e
6. levar os alunos:
  - a conhecerem seus direitos e deveres e as melhores formas de participação comunitária;
  - a se empenharem na conservação da saúde e melhoria das condições de higiene pessoal, familiar e da comunidade;
  - a se certificarem da responsabilidade de cada um, na manutenção e melhoria dos serviços públicos de sua comunidade e na conservação dos bens e instituições;
  - a participarem do desenvolvimento da comunidade, tendo em vista o bem-estar das pessoas.

Os técnicos do MOBRAL defendiam que o método utilizado baseava-se no aproveitamento das experiências significativas dos alunos. Desta forma, embora divergisse ideologicamente do método de Paulo Freire utilizava-se, semelhantemente a este, de palavras geradoras e de uma série de procedimentos para o processo de alfabetização:
1. apresentação e exploração do cartaz gerador;
2. estudo da palavra geradora, depreendida do cartaz;
3. decomposição silábica da palavra geradora;
4. estudo das famílias silábicas, com base nas palavras geradoras;
5. formação e estudos de palavras novas;
6. formação e estudos de frases e textos

A principal e essencial diferença na utilização destes procedimentos em relação ao método Paulo Freire, era o fato de no Mobral haver uma uniformização do material utilizado em todo o território nacional, não traduzindo assim a linguagem e as necessidades do povo de cada região, principal característica da metodologia freiriana.
 (No MOBRAL o método de Paulo Freire foi) refuncionalizado como prática, não de liberdade, mas de integração ao 'Modelo Brasileiro' ao nível das três instâncias: infra-estrutura, sociedade política e sociedade civil— Bárbara Freitag

## Programas adicionais

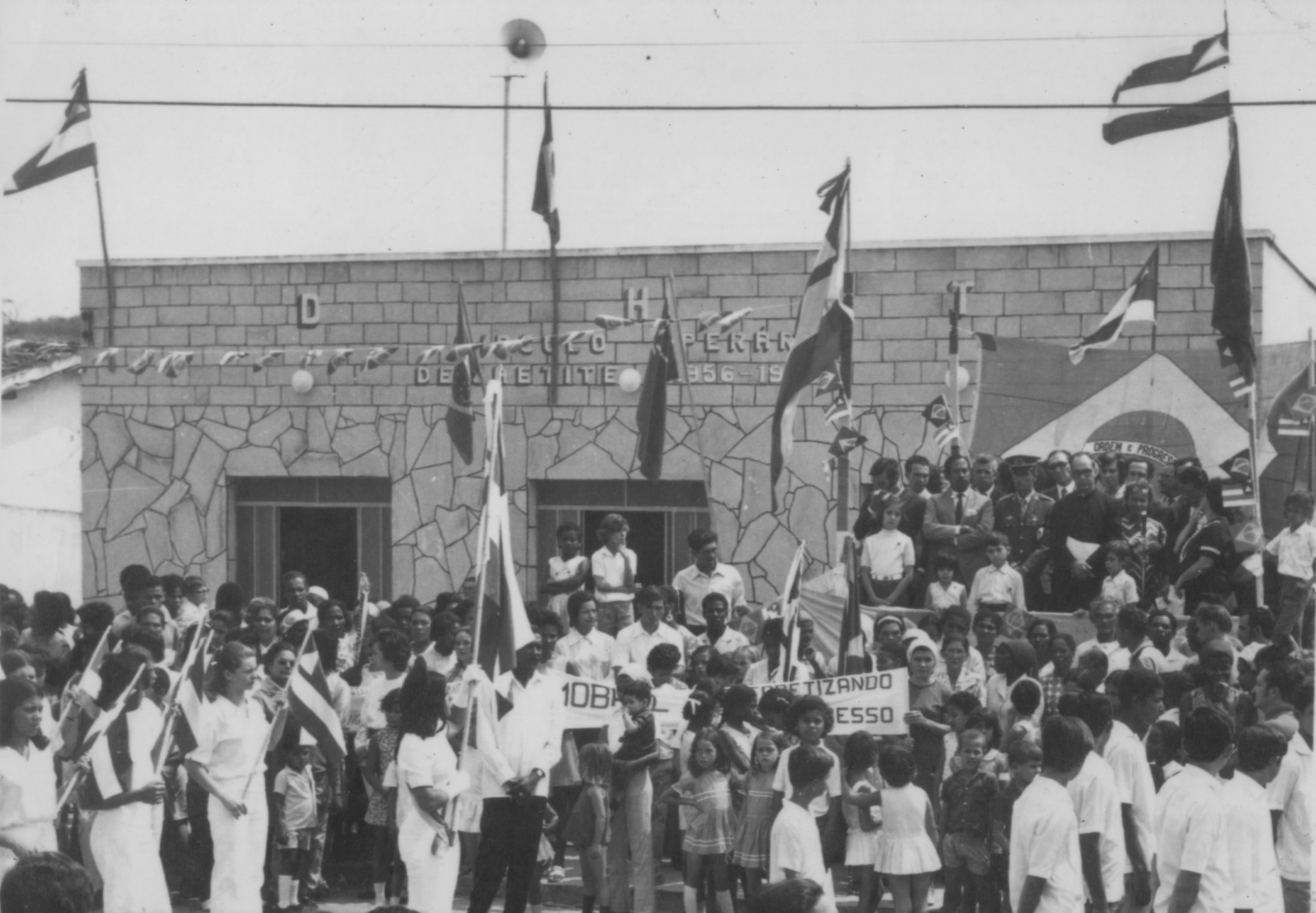
Cerimônia de instalação do Mobral na cidade de Caetité, Bahia, cerca de 1972: autoridades locais contavam com a presença de um militar no palanque.

Tendo em vista seu alto custo, o MOBRAL foi se modificando sempre na tentativa de encontrar alternativas para garantir sua continuidade. Dentre estas alternativas foram criados novos programas, tais como:
- Plano de Educação Continuada para Adolescentes e Adultos
- Programa de Educação Integrada
- Programa Cultural
- Programa de Profissionalização
- Programa de Diversificação Comunitária
- Programa de Educação Comunitária para a Saúde
- Programa de Esporte
- Programa de Autodidatismo

### Programa de Educação Integrada
Implementado em 1971 e teve como objetivo central dar continuidade ao Programa de Alfabetização Funcional, assim, o aluno considerado alfabetizado passava para uma fase mais avançada, na qual teria a continuidade progressiva. Os objetivos gerais do programa eram:
1. propiciar o desenvolvimento da autoconfiança, da valorização da individualidade, da liberdade, do respeito ao próximo, da solidariedade e da responsabilidade individual e social;
2. possibilitar a conscientização dos direitos e deveres em relação à família, ao trabalho e a comunidade;
3. possibilitar a ampliação da comunicação social, através do aprimoramento da linguagem oral e escrita;
4. desenvolver a capacidade de transferência de aprendizagem, aplicando os conhecimentos adquiridos em situações de vida prática;
5. propiciar o conhecimento, utilização e transformação da natureza pelo homem, como fator de desenvolvimento pessoal e da comunidade;
6. estimular as formas de expressão criativa;
7. propiciar condições de integração na realidade sócio-econômica do país

A metodologia empregada neste programa era a mesma empregada no Programa de Alfabetização Funcional, com o acréscimo de atividades relacionadas com as quatro primeiras séries do primeiro grau. Visando atingir os objetivos propostos, foram desenvolvidos materiais didáticos, tais como:
- livro texto,
- livro glossário,
- livros de exercícios de matemática,
- livro do professor e
- conjunto de cartazes.

Em 1977 estes materiais sofreram reformulação e passaram a ser chamados de Conjunto Didático Básico.

### Programa MOBRAL Cultural
Programa lançado em 1973 para complementação da ação pedagógica. Seu objetivo era o de: "concorrer de maneira informal e dinâmica para difundir a cultura do povo brasileiro e para a ampliação do universo cultural do mobralense e da comunidade a que ele pertence" (Corrêa, 1979: 243). Seus objetivos gerais eram:
a. contribuir para atenuar ou impedir a regressão do analfabetismo;
b. reduzir a deserção dos alunos de Alfabetização funcional;
c. diminuir o número de reprovações;
d. agir como fator de mobilização;
e. incentivar o espírito associativo e comunitário e, f. divulgar a filosofia do MOBRAL em atividades dirigidas ao lazer e das quais participaria o mobralense, em especial, e a comunidade em geral

### Programa de Profissionalização
Criado em 1973, realizou convênios com diversas entidades, inclusive do setor privado. Em 1976 um acordo com a Massey-Ferguson, fabricante de tratores, permitiu o treinamento de 40.000 tratoristas em um ano.

### Programa de Educação Comunitária para a Saúde
Programa que visava ao atendimento não apenas restrito ao aluno, mas atingindo também sua comunidade em termos de saúde, para o qual foi criado o Documento sobre o Conteúdo Básico de Educação Sanitária para o MOBRAL', que contou com a colaboração da Divisão Nacional de Educação Sanitária do Ministério da Saúde. Seu opbjetivo geral era Propiciar a melhoria das condições de saúde das populações residentes na área de atuação do Programa, principalmente as mais carenciadas, através de trabalho de natureza educacional. Os objetivos específicos eram:
1. motivar e possibilitar mudanças de atitudes em relação à saúde;
2. estimular e orientar a comunidade para o desenvolvimento de ações que visem a melhoria das condições higiênicas e alimentares e dos padrões de saúde, a partir das necessidades sentidas;
3. desenvolver uma infra-estrutura de recursos humanos, pertencentes às comunidades a serem atingidas pelo Programa, para atuação no campo da educação para a saúde;
4. integrar esforços aos de entidades que atuam na área de saúde e outras, a fim de maximizar recursos para uma efetiva melhoria das condições de saúde, saneamento e alimentação.

### Programa Diversificado de Ação Comunitária
O programa subdivididia-se nos seguintes subprogramas:
1. Educação
2. Saúde e saneamento
3. Promoção profissional
4. Nutrição
5. Habitação
6. Atividades de produção
7. Conservação da natureza
8. Esportes
9. Pesquisa

### Programa de autodidatismo
Programa criado para dar condições aos indivíduos para serem agentes de sua própria educação. Era dirigido a ex-alunos e a toda a comunidade, tinha como os objetivos:
1. Gerais:

- proporcionar alternativa educacional, através de atendimento numa linha de autodidaxia, às camadas menos favorecidas da população;
- ampliar a atuação do Posto Cultural, imprimindo-lhe características de uma agência de educação permanente, com programas voltados para um aperfeiçoamento constante da população.

1. Específicos

- possibilitar a aquisição/ampliação de conhecimentos, tomando-se como base o Programa de Educação Integrada e o reingresso no sistema regular de ensino;
- colocar ao alcance da clientela materiais que despertassem e favorecessem o desenvolvimento de mecanismos necessários a uma educação permanente, proporcionando ao alfabetizador, já atuante, aprimoramento profissional.

## Na cultura popular
O nome do projeto adquiriu conotação negativa, tornando-se um adjetivo, sinônimo de indivíduo com pouca instrução formal, "semianalfabeto" ou "analfabeto funcional".